# Reichertella hamifera
Reichertella hamifera är en tvåvingeart som först beskrevs av Gabriel Strobl 1909.  Reichertella hamifera ingår i släktet Reichertella och familjen dyngmyggor. Inga underarter finns listade i Catalogue of Life.